# Mimí Bechelani
Mimí Bechelani de la Peña (Cidade do México, 5 de setembro de 1917 — Cidade do México, 8 de novembro de 1992), mais conhecida como Mimí Bechelani, foi uma atriz, locutora, escritora e autora de telenovelas mexicana. Também trabalhou no cinema e no teatro. Escreveu para televisa por muitos anos.
É reconhecida por ser a autora de Teresa, do qual fez um filme em 1961 (com Maricruz Olivier), e quatro novelas: três delas com esse título, feitas em 1959 (com Maricruz Olivier), 1989 (com Salma Hayek) e 2010 (com Angelique Boyer);  e mais um com o nome El cuarto mandamiento (1967), estrelado por Pituka de Foronda.

## Biografia
Mimí Bechelani de la Peña nasceu na Cidade do México em 5 de setembro de 1917. Desde pequena tinha uma grande imaginação, era uma ávida leitora, e começou a escrever desde o ensino fundamental. Quando criança, seu pai morreu, mas ela recebeu uma boa educação. Bechelani estudou pintura, inglês, francês, história e teatro. Ela acompanhou Amparo Villegas a Nova York para dublar filmes ingleses em espanhol, após ser descoberta por Luís de Llano Palmer e ser contratada pela Metro-Goldwyn-Mayer na década de 1940. Lá, ela também trabalhou como atriz de teatro. Em 1952, trabalhou na Rádio Femenina. Ela também trabalhou na estação de rádio de sucesso XEW, como escritora e locutora de rádio. Para sobreviver, Bechelani trabalhou como professora do ensino médio. Ela se casou com um médico, Mario Hernández, mas eles não tiveram filhos. O casamento durou até ele morrer.
Bechelani escreveu extensivamente, criando mais de 200 trabalhos para rádio e televisão. Ela é mais conhecida por ser a autora da novela de 1959, Teresa. Foi transformada em filme em 1961 (estrelada por Maricruz Olivier) e foi refeita em quatro novelas, três com esse título.
Mimí Bechelani morreu em 8 de novembro de 1992.

## Filmografia
- Teresa (2010)
- Madres egoístas (1991)
- Teresa (1989)
- Tania (1980)
- Añoranza (1979)
- El chofer (1974)
- Mi rival (1973)
- Los que ayudan a Dios (1973)
- Mi primer amor (1973)
- El honorable señor Valdez (1973)
- Aventura (1970)
- Lo que no fue (1969)
- El ciego (1969)
- Pueblo sin esperanza (1968)
- El cuarto mandamiento (1967)
- Amor sublime (1967)
- Las víctimas (1967)
- El ídolo (1966)
- Las abuelas (1965)
- Historia de un cobarde (1964)
- Madres egoístas (1963)
- El profesor Valdez (1962)
- Teresa (1959)
- Más allá de la angustia (1958)